# Nicomedes (Corneille)

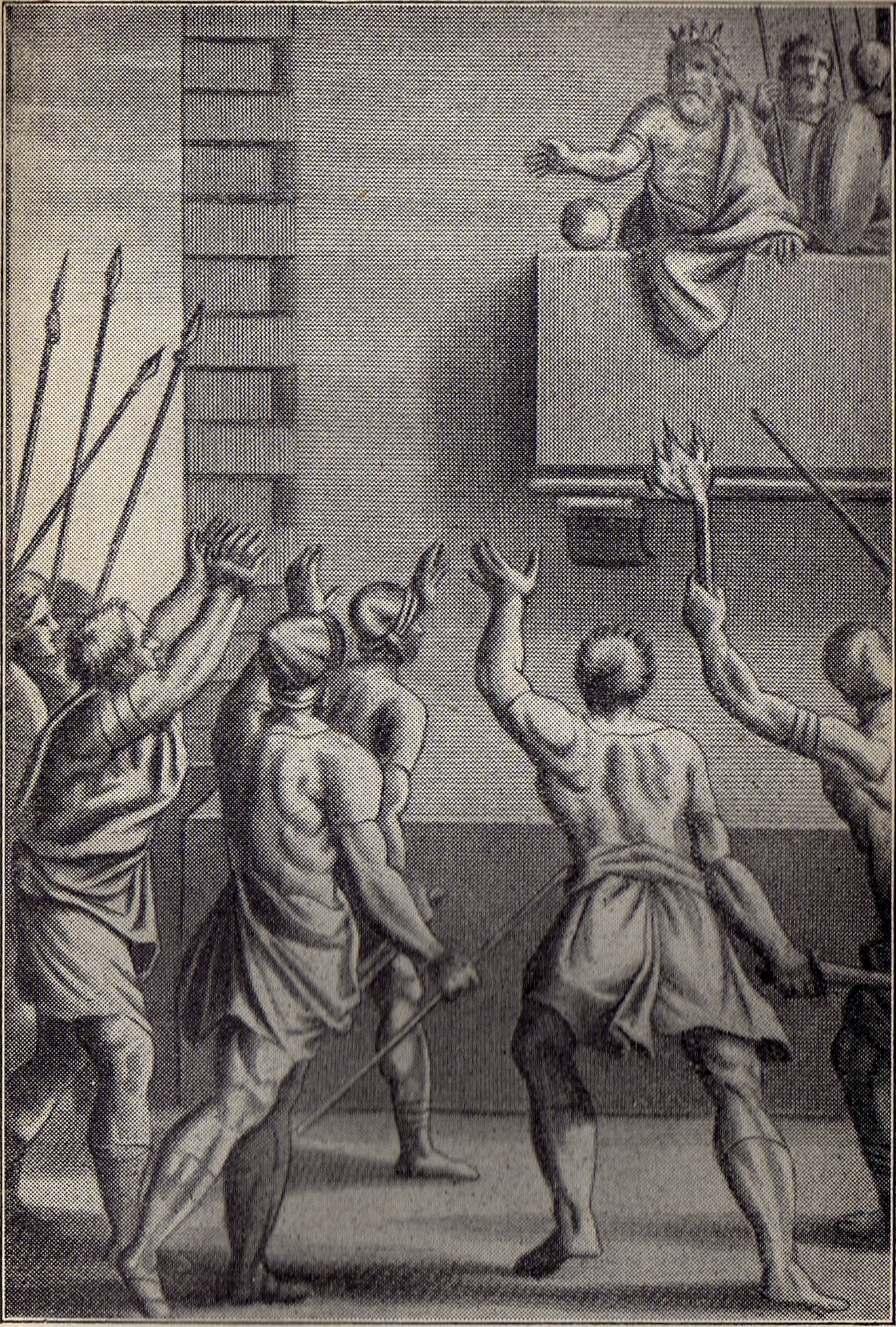
Portada de la edición de 1660.

Nicomedes es una tragedia de Pierre Corneille representada por primera vez en 1658.
Esta obra tiene como fuente un escrito de Justino sobre la política de Roma y sus aliados, especialmente los pequeños soberanos de Oriente. El gran parecido de la obra con la revuelta de la Fronda le inspira para mostrar el enfrentamiento entre las ideas aristocráticas y la política, entre el héroe y el Estado.
Esta tragedia pone en escena a los hermanos Nicomedes y Atalo, nacidos del mismo padre, Prusias, rey de Bitinia. Atalo, hijo nacido de la unión con la segunda mujer de Prusias, Arsínoe, es educado en Roma, de donde regresa al principio de la obra. Arsínoe, mujer ambiciosa que reina en la corte dominando a su marido, detesta a Nicomedes y quiere que sea su hijo quien suba al trono remplazando al hermano mayor. Además, Laodice, joven reina de Armenia, a cargo de Prusias por orden de su padre, es amada por ambos hermanos, pero ella sólo está enamorada de Nicomedes.
El pueblo se rebela y reclama a Nicomedes como rey, que ha sido víctima de Arsínoe al haberlo alejado de la corte y enviado a Roma. Sin embargo, un desconocido termina con su cautividad. Como Prusias decide huir, Arsínoe se encuentra sola delante del príncipe, que le perdona la vida a pesar de lo que le ha hecho.
Al final se descubre que este desconocido no era otro que Atalo, hermano paterno de Nicomedes, que no se lleva mérito alguno ya que resulta ser Nicomedes quien se hace con el trono y con el amor de Laodice. La paz familiar parece, sin embargo, poco sincera.

## Personajes
- Prusias, rey de Bithinia.
- Arsínoe, segunda mujer de Prusias.
- Laodice, reina de Armenia.
- Nicomedes, hijo mayor de Prusias y su primera mujer.
- Atalo, hijo de Prusias y Arsínoe, su segunda mujer.
- Flaminio, embajador de Roma.

## Representación
Esta obra tuvo un gran éxito en su primera representación, que tuvo lugar sobre el Hotel de Borgoña de París en 1651. El propio Corneille admitió que, "no iba a disimular el gran afecto que tenía por esta obra". Su éxito fue tal que el mismo Molière la eligió como debut de su grupo de teatro ante el Louvre en 1658.

## Veracidad histórica
Corneille adaptó la obra de Justino pero cambió algunos aspectos de la obra original y de la historia en sí : 
- La rivalidad entre padre e hijo no lleva a un acto de violencia sino que Nicomedes busca inspirar a Prusias para que alcance el orgullo de su estatus social, así como concenciarle de sus deberes de rey.
- En la obra, Nicomedes es discípulo de Aníbal, que llevaba muerto treinta y seis años.
- El embajador Flaminio aparece al final de la obra para concretar más la trama en la historia de Roma. Este personaje existió de verdad y Nicomedes suele hacer alusión a su historia.
- El resto de los personajes (Laodice, Arsínoe y Atalo) son totalmente inventados.